# زولتان كيس
زولتان كيس (بالمجرية: Kiss Zoltán)‏ هو لاعب كرة قدم مجري، ولد في 12 يوليو 1986 في Bátonyterenye ‏ في المجر. شارك مع منتخب المجر تحت 17 سنة لكرة القدم. أما مع النوادي، فقد لعب مع نادي أويبست ونادي بكسكابا 1912 إلوره.